# Abel Resino
Abel Resino González, mais conhecido como Abel Resino (Velada, 2 de fevereiro de 1960), é um treinador e ex-futebolista espanhol que atuava como goleiro.

## Carreira
Como jogador, Resino detém o recorde de invencibilidade para um goleiro da La Liga, com 1275 minutos sem sofrer gols. Ele "conquistou" esse recorde, quando atuava pelo Atlético de Madrid, onde permaneceu de 1986 a 1995. O período de invencibilidade foi interrompido em 19 de março de 1991, por Luis Enrique, então no Sporting de Gijón. Nessa mesma temporada, Abel ganhou o Trofeo Ricardo Zamora, sendo o goleiro menos vazado do campeonato espanhol, com dezessete gols sofridos em trinta e três partidas.
Resino começou sua carreira como treinador, no Ciudad de Murcia, da Segunda Divisão Espanhola, onde ficou perto de levar o clube a classificação para a elite espanhola. Em janeiro de 2007, foi apresentado como novo treinador do Levante, mas acabou sendo substituído por Gianni De Biasi. No início de 2009, foi nomeado treinador do Atlético de Madrid, substituindo o mexicano Javier Aguirre.
Em 23 de outubro de 2009, após maus resultados obtidos no início da temporada, Resino acabou sendo demitido do Atlético. em 2012, comandou o Granada.

## Títulos
Atlético de Madrid
- Copa da Espanha: 1991, 1992

### Individuais
- Trofeo Ricardo Zamora: 1991